# Jacopo de’ Barbari
Jacopo de' Barbari (* do 1460–70 Benátky – před červencem 1516 Mechelen) byl italský malíř a rytec, který pracoval na různých místech severně od Alp jako dvorní umělec.

## Život
Jméno umělce není zcela jisté, ale v benátských uměleckých sbírkách se nacházejí díla malíře s podobným jménem - Jacometto alias Jacomo alias Iacomo de Barberino Veneziano. V Německu je doložena stvrzenka z roku 1510 s podpisem „Jacobus de Barbaris“ a zátiší s lístkem nesoucím podpis "Jac.o de barbarj p 1504" . O místě a datu narození existují jen nepřímé doklady z písemností jeho současníků. Např. Albrecht Dürer ho roku 1511 popisuje jako starého a slabého muže původem z Benátek. Italský původ dosvědčují jeho dopisy v italštině adresované do Německa. Předpokládá se, že jeho učitelem v Benátkách mohl být Alvise Vivarini, pokládaný za vůdčího benátského malíře před nástupem Giovanni Belliniho. Nebyl zřejmě členem bohaté benátské patricijské rodiny Barbaro, protože není zmiňován v žádných listinách. V Benátkách se mohl seznámit s Dürerem během jeho první italské cesty. Roku 1500 odešel z Benátek do Německa, kde je jeho pobyt dobře dokumentován.
První tři roky strávil v Norimberku jako dvorní malíř císaře Maxmiliána I. Setkával se s Dürerem a diskutoval s ním o tehdy klíčovém malířském problému - věrném zobrazení proporcí lidského těla. Jacopo zjevně na Dürera udělal dojem, protože o dvacet let později Dürer marně žádal arcivévodkyni Margaret, nizozemskou regentku z rodu Habsburků, aby mu poskytla rukopis na toto téma, který u ní Jacopo de' Barbari zanechal. Uvádí se, že ovlivnil další německé malíře, jmenovitě Hanse von Kulmbach a Petera Vischera.
V letech 1503-1505 byl dvorním malířem saského kurfiřta Fridricha III. a poslední rok pracoval společně s Lucasem Cranachem starším. Pobýval na loveckém zámečku Lochau a ve Wittenbergu, kde se stýkal s humanisty nově založené University (1502). Z tohoto období pochází jeho slavné Zátiší s koroptví a železnými rukavicemi (1504).
V letech 1506-1510 pracoval pro meklenburského vévodu Jindřicha V. a brandenburského kurfiřta Joachima I. Poté byl malířem arcivévodkyně Margarety v Mechelen, kde roku 1516 zemřel.

## Dílo

### Dřevoryty a rytiny

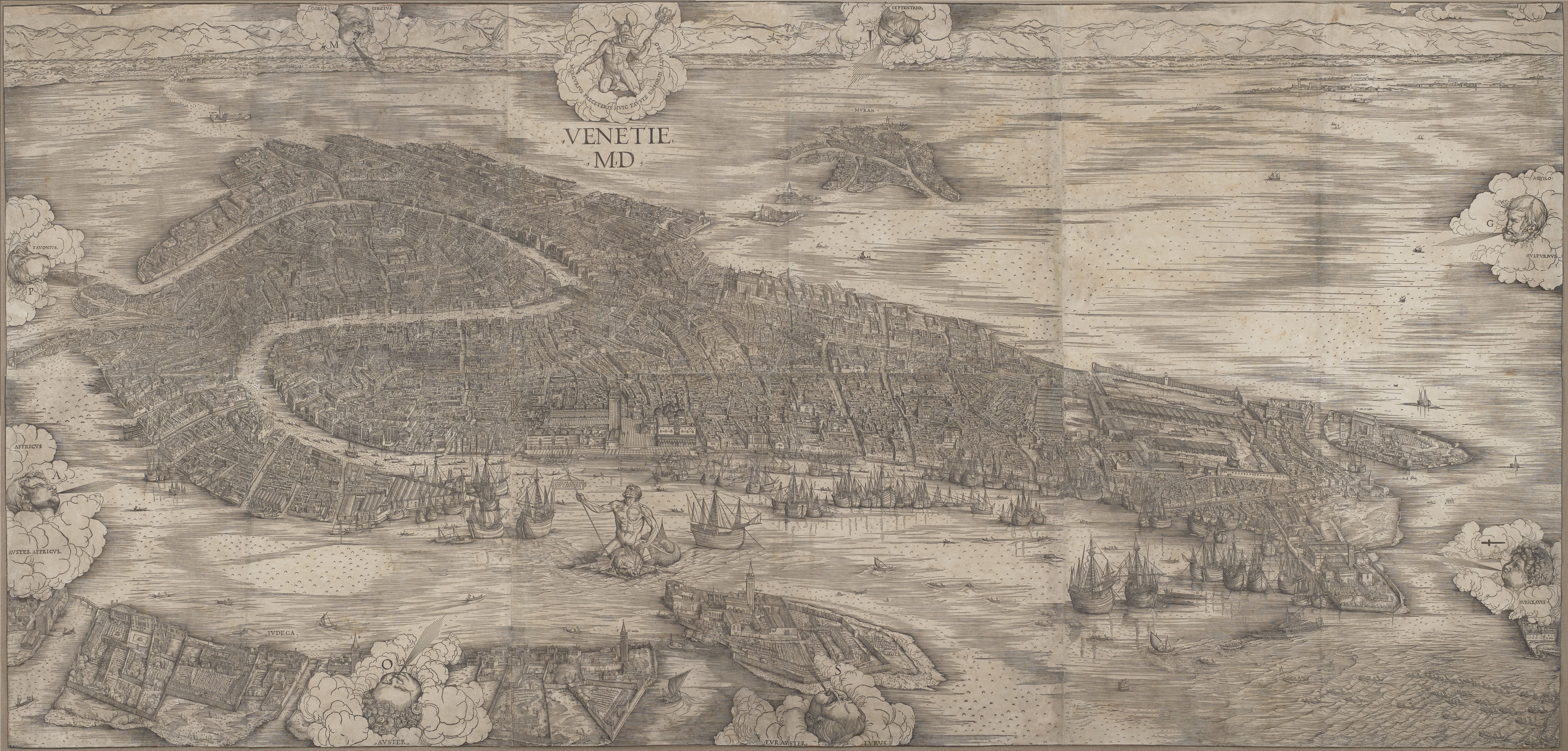
Jacopo de' Barbari, Pohled na Benátky, Google Art Project

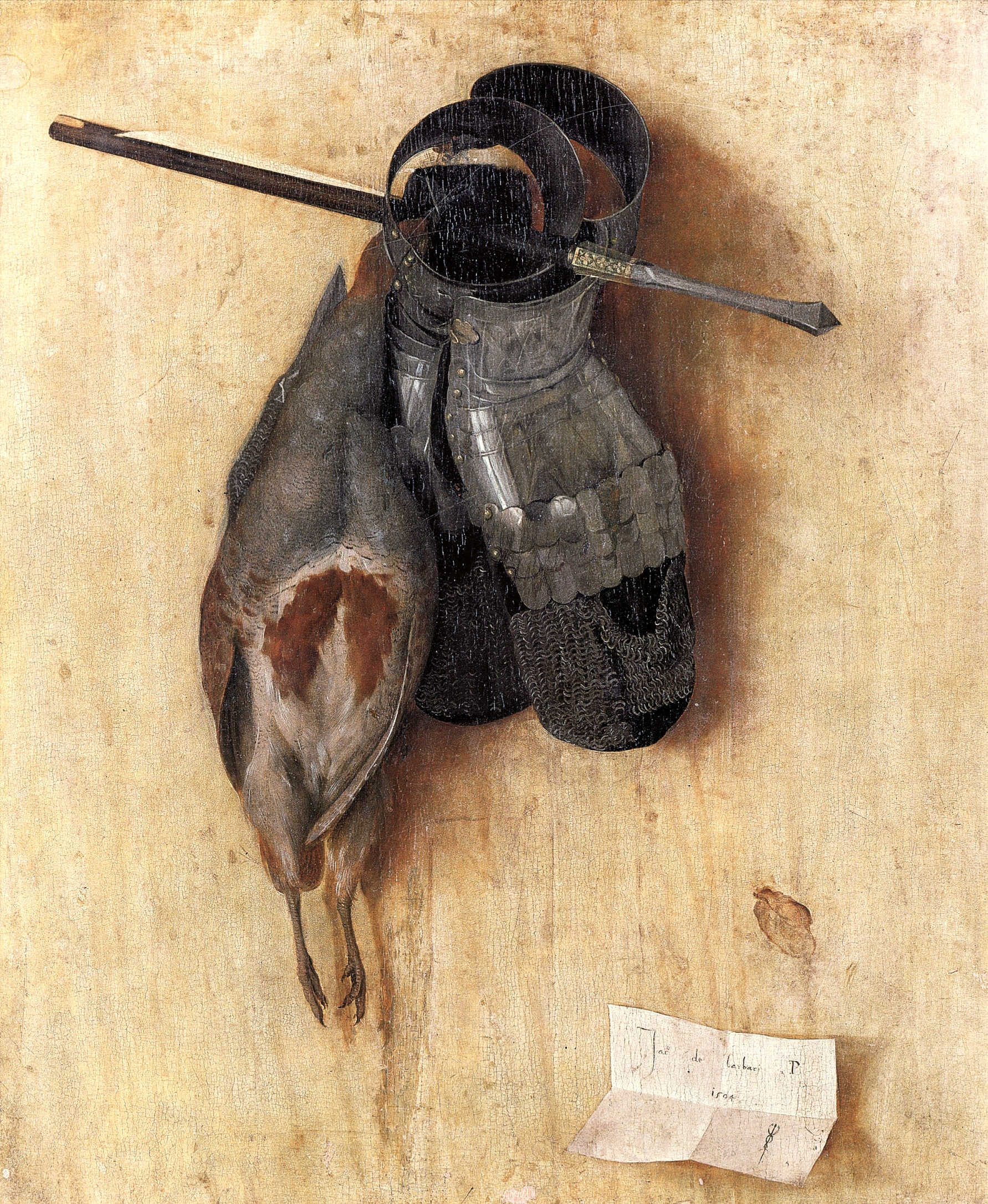
Jacopo de' Barbari, Zátiší s koroptví a železnými rukavicemi (1504)

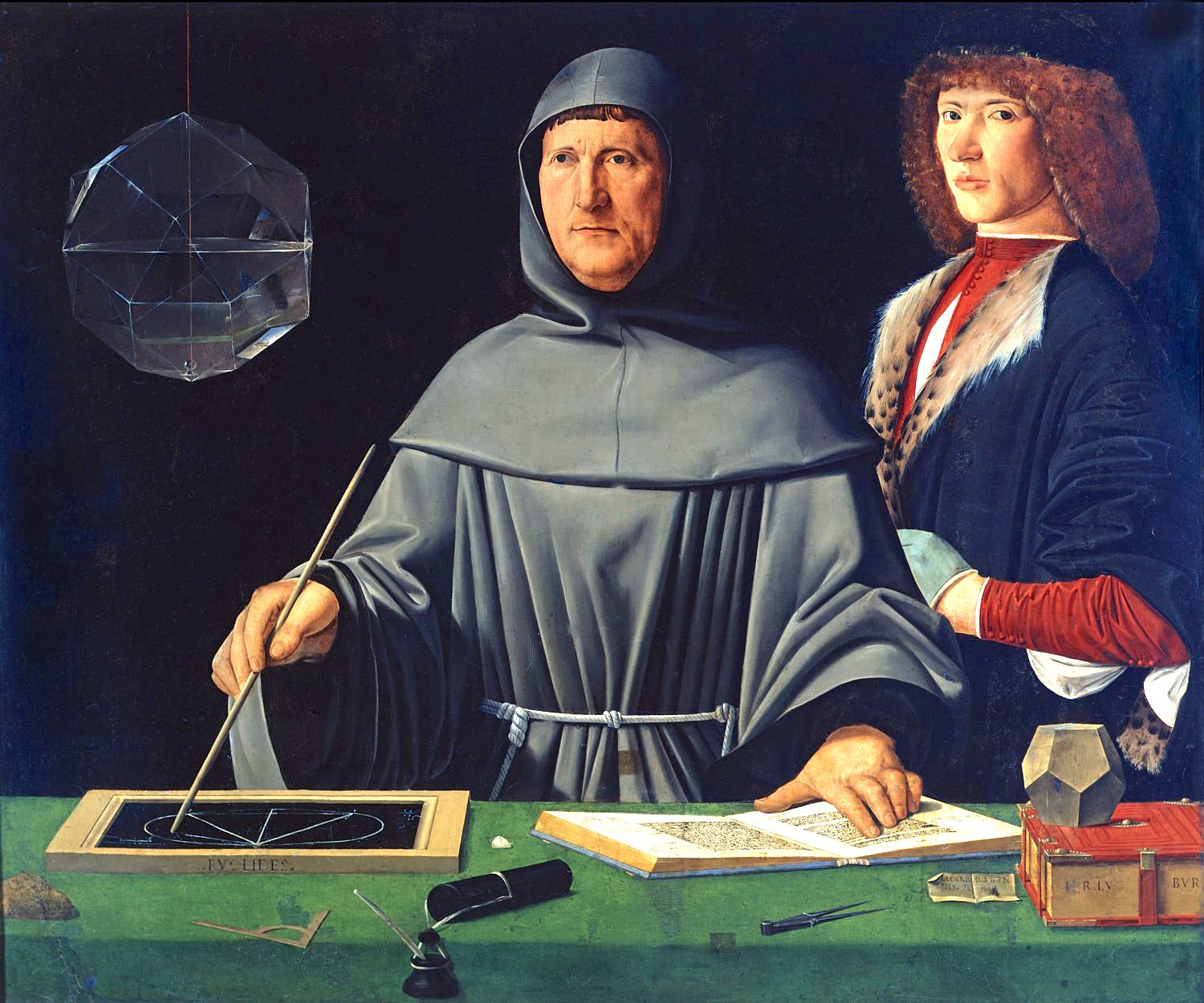
Luca Pacioli

Z roku 1500 pochází jeho nejznámější dřevoryt s pohledem na Benátky z ptačí perspektivy o impozantních rozměrech 132,72 × 277,5 cm. Celý obraz je soutiskem z šesti desek a použité listy papíru byly největší, které se v té době v Evropě podařilo vyrobit. Mezi jeho současníky tento počin vyvolal značnou pozornost. Práce zabrala umělci tři roky a jeho tiskař získal výhradní tisková práva. Původní tiskové desky jsou uloženy v Museo Correr v Benátkách. Dodnes existuje 11 původních tisků z roku 1500, které jsou v muzeích v Benátkách, Londýně, Petrohradu, Krakově, Frankfurtu, Lipsku, Coburgu, Berlíně, Drážďanech, Mnichově, Weimaru, Erlangenu a v Germanisches Nationalmuseum v Norimberku. Další tisky pocházejí z roku 1514 nebo jsou mladší.
Zřejmě ve stejné době byl Jacopo de' Barbari autorem dalších dvou dřevorytů, zobrazujících satyra a mužskou postavu, v té době největších figurálních dřevorytů, které kdy byly vytvořeny. Jejich styl byl silně ovlivněn dílem Andrea Mantegny a Jacopo de' Barbari jimi založil italskou tradici velkých a detailně propracovaných grafických tisků.
Je pravděpodobné, že již během života v Itálii tvořil také rytiny, ale známé jsou až ty, které vytiskl v Německu. Pět z nich je součástí svazku grafických listů, které vydal roku 1504 Hartmann Schedel. V jeho rytinách z časného období mají figury poněkud malé hlavy a málo propracované postavy. Později zobrazoval nahá těla (Apollo a Diana, Sv. Šebestián, Tři zajatci) a jeho schopnost komponovat scénu je viditelně lepší. Z posledního období, které strávil ve Vlámském Mechelen, pocházejí velmi propracované tisky s tajemnou atmosférou. Předpokládá se, že mohl být ovlivněn mladým Lucasem van Leyden.

### Obrazy a kresby
Jediná zachovaná kresba zobrazuje Kleopatru a byla patrně předlohou pro rytinu. Vlastní ji British Museum.
Zátiší s koroptví a železnými rukavicemi z roku 1504 (Alte Pinakotek, Mnichov) je považováno za první malý trompe-l'œil obraz od dob antiky. Některá další malířská díla Jacopa de' Barbari mají dataci z let 1500, 1503, 1504, 1508. Jsou na nich portréty, skupiny osob nebo náboženské náměty. Jeho obraz živého krahujce, který vlastní National Gallery v Londýně, je patrně fragmentem většího obrazu.
Slavným obrazem, který je přisuzován Jacopu de' Barbari je portrét renesančního františkánského mnicha a matematika Luca Pacioliho (Museum di Capodimonte, Neapol). Je na něm vyobrazen stojící za stolem s různými geometrickými pomůckami, dvanáctistěnem, kompasem a otevřenou knihou s Euklidovým teorémem. Vlevo je zavěšen rhombikuboktahedron zpola naplněný vodou, v němž se třikrát odráží dóžecí palác v Urbinu. Připsání autorství je však stále diskutováno.